# San Lucas el Grande
San Lucas el Grande är en ort i Mexiko.   Den ligger i kommunen San Salvador el Verde och delstaten Puebla, i den sydöstra delen av landet, 70 km öster om huvudstaden Mexico City. San Lucas el Grande ligger 2 315 meter över havet och antalet invånare är 8 546.
Terrängen runt San Lucas el Grande är kuperad söderut, men norrut är den platt. Runt San Lucas el Grande är det tätbefolkat, med 511 invånare per kvadratkilometer. Närmaste större samhälle är San Martin Texmelucan de Labastida, 4,8 km sydost om San Lucas el Grande. Omgivningarna runt San Lucas el Grande är en mosaik av jordbruksmark och naturlig växtlighet.